# AgipGas
AgipGas es una empresa dedicada a la extracción de gas natural y a su distribución. Es la rama de la multinacional italiana Agip, subsidiaria de la empresa estatal Eni.
Sus oficinas centrales se encuentran en la ciudad de Roma, y es una de las empresas más antiguas de Italia.

## Logotipo
Si bien el logo original de Agip es el popular perro de seis patas (il cane a sei zampe), Agip Gas tiene su logotipo propio, que es un gato de color verde con rayas negras en su lomo y con una pequeña llama en la punta de su cola y que solo muestra tres de sus cuatro patas. Poco se sabe de su origen, ya que no hay datos acerca del mismo.[cita requerida]
Otro logo que también usaba Agip para sus productos era una serpiente que largaba fuego a través de su boca con la cabeza en la misma posición que el perro de Agip. Esta serpiente era usada como logotipo de los aceites Energol, y se encontraba en una posición como describiendo una letra "S" con su cuerpo.